# Skapelsedramat i bilder

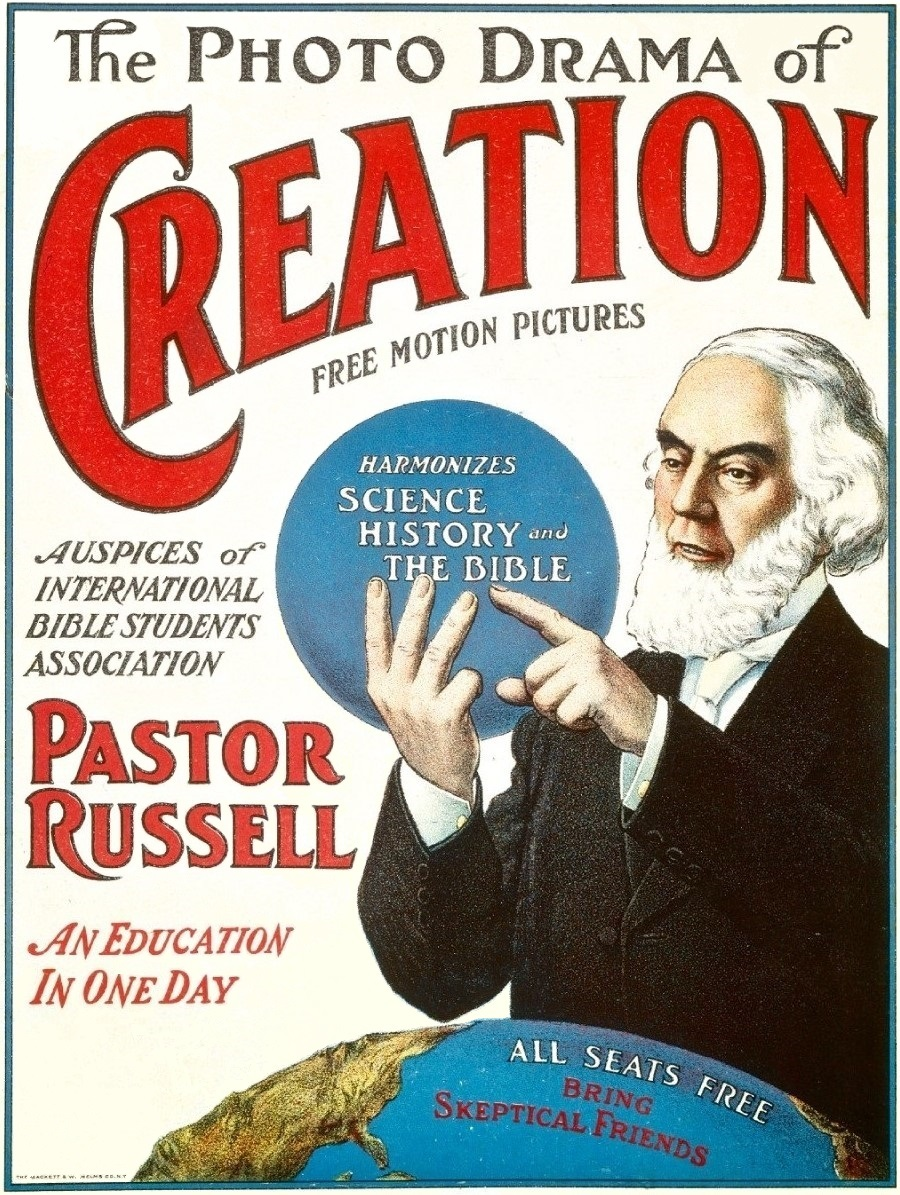
Affisch för Skapelsedramat i bilder med Charles Taze Russell

Skapelsedramat i bilder (The Photo-Drama of Creation) var en kristen film i fyra delar som hade premiär 1914. Den producerades av Internationella bibelstudiesällskapet (International Bible Student Association, en föregångare till Jehovas vittnen) under ledning av Charles Taze Russell.
Den åtta timmar långa filmen var uppdelad i fyra delar och baserades på olika Bibel-berättelser. Det var det första filmmanus som kombinerade rörlig bild med synkroniserat ljud (berättarröst) och ljusbilder i färg. Varje filmruta var färglagd för hand och ljudet spelades upp från en separat grammofon.
Filmen hade premiär i New York i januari 1914 och det har uppskattats att vid årets slut hade nio miljoner personer sett filmen i Nordamerika, Europa och Australien. Den fanns även i en förkortad version med titeln Eureka-Drama. Russell publicerade även en bok som komplement till filmen, på svenska Textbok öfver skapelsedramat i bilder.